# Backdraft
Un backdraft (engleza nord-americană) sau backdraught (engleza britanică) este o ardere rapidă sau explozivă a gazelor supraîncălzite într-un incendiu, cauzată de intrarea rapidă a oxigenului într-un spațiu închis (încăpere) fără oxigen; de exemplu, atunci când o fereastră sau ușă către un spațiu închis este deschisă sau spartă. Acest lucru reprezintă o amenințare mare pentru pompieri la stingerea incendiului.

## Cauza
Un backdraft poate apărea atunci când un incendiu din compartiment are o ventilație mică sau deloc, ducând la încetinirea arderii în fază gazoasă (din cauza lipsei de oxigen); cu toate acestea, gazele combustibile combustibile(vapori de combustibil nearși și intermediari de combustie în fază gazoasă, cum ar fi hidrocarburi și monoxid de carbon) și fumul (în principal particulele) rămân la o temperatură mai fierbinte decât temperatura de autoaprindere a amestecului de combustibil. Dacă oxigenul este reintrodus în compartiment, de exemplu prin deschiderea unei uși sau a unei ferestre într-o încăpere închisă, arderea va reporni, adesea rapid, deoarece gazele sunt încălzite de combustie și se extind rapid datorită temperaturii în creștere rapidă.
Culoarea și mișcarea fumului sunt utilizate de pompieri pentru a deduce condițiile de incendiu, inclusiv riscul de retragere înapoi. Semnele caracteristice de avertizare ale unui backdraft includ fum galben sau maro, fum care iese din găuri mici în pufuri (un fel de efect de respirație) și se găsește adesea în jurul marginilor ușilor și ferestrelor în asemenea situații ferestrele au culoare maro sau negru când sunt văzute din exterior. Aceste culori mai întunecate sunt cauzate de prezența unor cantități mari de particule suspendate în aer în interiorul camerei din cauza arderii incomplete; este o indicație că încăperea nu are suficient oxigen pentru a permite oxidarea funinginii particule. Pompierii se uită adesea dacă există funingine în interiorul ferestrelor și în orice fisuri din fereastră (cauzate de exemplu de căldură). Ferestrele pot avea, de asemenea, o ușoară vibrație datorită presiunii variabile din interiorul compartimentului, datorită arderii intermitente.
Dacă pompierii descoperă că există curenți de aer în sine, de exemplu printr-o crăpătură, aceștia părăsesc imediat încăperea, deoarece acesta este un indiciu puternic că poate apare un backdraft.
Cea mai obișnuită tactică utilizată de pompieri pentru a dezamorsa o explozie, fenomen backdraft este de a ventila încăperea, cameră din punctul său cel mai înalt, permițând căldurii și fumului să iasă fără să se aprindă.

## Mod de comportare în caz de backdraft
- securizarea zonei de intervenție conform procedurilor specifice;
- rămânerea în exteriorul încăperii incendiate;
- menținerea unei distanțe de securitate față de deschideri și de conul de expansiune a unei posibile explozii ce poate să iasă prin uși și ferestre;
- atenție la o posibilă fisurare a elementelor de compartimentare ce poate provoca fenomenul backdraft (ex.: spargerea geamurilor);
- stabilirea unui dispozitiv (de evacuare fum și de stingere) adaptat încăperii incendiate și nivelului de pericol;
- interdicția utilizării Ventilării Operaționale [3].